# Ferdinando
Ferdinando – polski herb szlachecki z nobilitacji, o niepewnym rysunku.

## Opis herbu
Na tarczy dzielonej w słup w polu prawym nieznany herb rodowy, w polu lewym, ramię zbrojne.
Niepewny jest podział tarczy, nieznane są barwy.

## Najwcześniejsze wzmianki
Nadany Giacomo Ferdinando z Bari, medykowi królewskiemu i jego bratu Giovanniemu Battiscie – doktorowi obojga praw, w 1526. Herb powstał przez udostojnienie herbu rodowego uszczerbioną Pogonią.

## Herbowni
Ferdinando.